# Pleurostachys loefgrenii
Pleurostachys loefgrenii är en halvgräsart som först beskrevs av Johann Otto Boeckeler, och fick sitt nu gällande namn av Tetsuo Michael Koyama. Pleurostachys loefgrenii ingår i släktet Pleurostachys och familjen halvgräs. Inga underarter finns listade i Catalogue of Life.